# DARPA 그랜드 챌린지

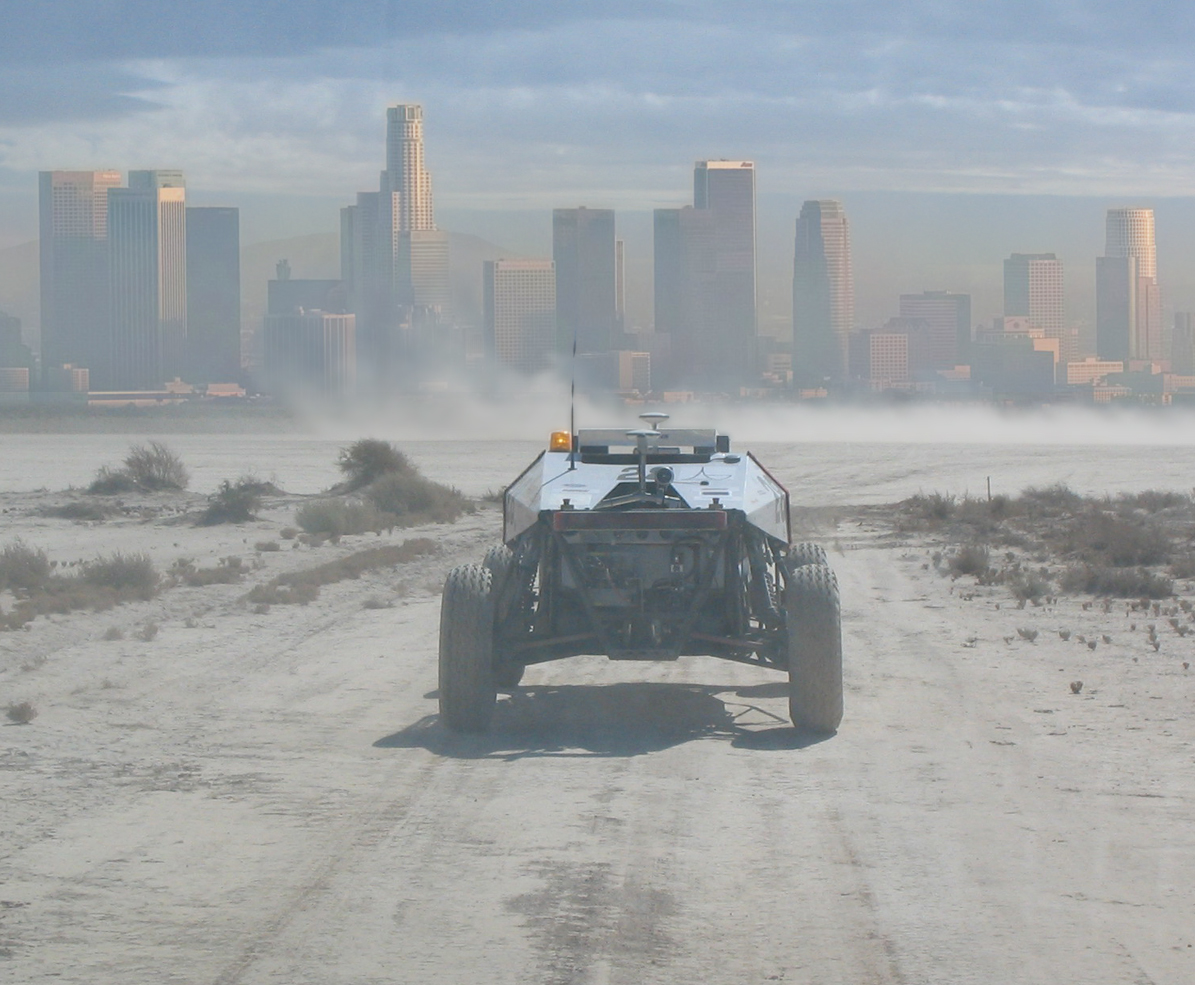
다르파 그랜드 챌린지

다르파 그랜드 챌린지(The DARPA Grand Challenge)는 미국 국방부 최고위 연구기관인 국방고등기획국(Defense Advanced Research Projects Agency, DARPA, 다르파)이 후원하는 무인 자동차 경주 대회다. 미 의회의 허가를 얻어 다르파는 임무를 진척시키기 위한 현상금 경주 대회를 개최하였다. 다르파의 임무는 기초적 발견을 국가 안위의 보장에 사용할 수 있는 수준으로 연결시키는 혁명적이고 지대한 효과가 기대되는 연구를 후원하는 것이다. 첫 번째 다르파 그랜드 챌린지는 최초로 실질적인 험로 구간을 제한된 시간 안에 주파할 수 있는 완전 자율 주행 지상 차량을 창조하기 위한 기술을 개발하도록 장려하기 위해 개최되었다. 그 세 번째 대회인 어번 챌린지(Urban Challange)는 첫 대회에서 그 범위를 모의 도시 환경까지 넓혔다.  가장 최근의 대회인 2012 다르파 로보틱스 챌린지는 자율 긴급 복구 로봇을 목표로 하였다.

## 역사와 배경
완전 자율 주행 자동차를 실현하기 위해 국제적으로 여러 해 동안 수많은 노력이 일본(1977년 이후), 독일(Ernst Dickmanns와 VaMP), 이탈리아(the ARGO Project), 유럽 연합(EUREKA Prometheus Project), 미 연방, 그리고 다른 여러 나라에서 이루어졌다. 그랜드 챌린지는 세계 최초의 무인 자동차 장거리 대회였다. 무인 자동차 분야에서 보다 전통적이고 상업적 또는 학문적인 접근 방식을 따르는 연구도 있었다. 미 의회는 2015년까지 지상군 병력의 1/3을 자동화한다는 궁극적인 목표를 향한 로봇 개발을 촉진하기 위해 다르파에 첫 번째 그랜드 챌린지 상금 (1백만 달러)을 승인하였다.
2004년 행사 후, 다르파의 국장인 토니 테더 박사(Dr. Tony Tether)는 2005년 10월 9일로 예정된 그 다음 행사 상금을 2백만 달러로 올린다고 발표하였다. 2007년 시가지 경주 어번 챌린지(Urban Challenge)의 1, 2, 3등은 각각 2백만 달러, 1백만 달러, 50만 달러의 상금을 받았다.
대회는 전 세계에서 참가 팀을 모집하되, 팀별로 최소한 한 사람의 미국 시민이 참여하는 것을 조건으로 삼았다. 고등학교, 대학교, 사업체, 그리고 다른 기관에서 참가 팀이 구성되었다. 첫 해에는 100개 이상의 팀이 등록하여 다양한 기술적 능력을 선보였다. 두 번째 해에는 195개 팀이 미국 36개 주와 다른 4개국에서 참여하였다.

## 2004 그랜드 챌린지
첫 다르파 그랜드 챌린지 행사는 2004년 개최되었다. 미국의 모하비 사막 지역 I-15번 고속도로의 캘리포니아주 바스토와 캘리포니아-네바다주 경계의 프림(Primm) 사이의 240 km(150 마일) 구간이었다. 경주에 나선 로봇 자동차 가운데 완주한 차량은 없었다. 카네기 멜론대(Carnegie Mellon University) 레드 팀이 가장 먼 거리 11.78 km(7.36 마일)을 주파하였다.

## 2005 그랜드 챌린지
두 번째 다르파 그랜드 챌린지 행사는 2005년 10월 8일 오전 6:40에 시작되었다. 최종 결승에 진출한 23대의 로봇 자동차들 가운데 한 대를 제외하고는 모두 2004년 최장주행기록인 11.78 km를 돌파하였다. 다섯 대의 차량이 완주하였다.
| 차량     | 팀 이름                                         | 팀 소재지                                | 경과시간 (h:m) | 결과                 |
| -------- | ----------------------------------------------- | ---------------------------------------- | -------------- | -------------------- |
| 스탠리   | 스탠포드 경주팀 보관됨 2007-10-11 - 웨이백 머신 | 캘리포니아주 팔로 알토, 스탠포드대       | 6:54           | 우승                 |
| 샌드스톰 | 레드 팀 보관됨 2006-04-24 - 웨이백 머신         | 펜실베이니아주 피츠버그, 카네기 멜론대   | 7:05           | 2위                  |
| 하이랜더 | 레드팀 투 보관됨 2006-04-24 - 웨이백 머신       | 펜실베이니아주 피츠버그, 카네기 멜론대   | 7:14           | 3위                  |
| 캣-5     | 팀 그레이                                       | 루이지애나주, 메타이어, 그레이 보험 회사 | 7:30           | 4위                  |
| 테라맥스 | 팀 테라맥스                                     | 위스콘신주, 오시코시, 오시코시 트럭      | 12:51          | 10시간 제한 초과 5위 |

2005년 경주 코스에는 좁은 터널 3개와 100개 이상의 좌·우회전 급커브가 있었다. 그 중 맥주병 구간(Beer Bottle Pass)이라는 곳은 꼬불꼬불한 산길로 길 양쪽은 낭떠러지였다. 2004년 경주 코스는 고도차가 더 컸고 시작점 부근에 매우 급한 전향 구간(Daggett Ridge)도 있었지만, 2005년에는 커브가 훨씬 적었고 일반적으로 도로의 폭도 더 넓었다. 자연스레 스탠포드와 카네기 멜론 사이의 경쟁이 경기 도중 펼쳐졌다. 스탠포드 팀 을 이끌고 있던 세바스찬 스런은 카네기 멜론의 교원이었고, 카네기 멜론 팀의 수장 레드 휘태커의 동료였다. 기계적인 문제로 하이랜더(H1ghlander)가 지체되자 스탠리가 추월했다. 그레이 팀의 참가작은 그 자체로 기적이었다. 뉴올리언즈 시외에 자리잡았던 팀은 허리케인 카트리나에 불과 몇 주 전 강타당했다. 네 번째로 마친 테라맥스는 13.6톤짜리 오쉬코쉬 트럭 사 참가작으로 대회 시작 다음날 골인했다. 거대한 트럭은 밤새 경주 코스에서 공회전을 한 끝에 특별히 조심스러이 맥주병 구간의 좁은 길을 더듬어 통과했다.

## 2007 어번 챌린지
다르파 그랜드 챌린지의 세 번째 대회는 어번 챌린지로 2007년 11월 3일 폐쇄된 캘리포니아 빅터빌 소재 조지 공군기지(현재는 서던 캘리포니아 병참 공항)에서 열렸다. 경기 코스는 96 km(60마일) 도시 구간으로 6시간 이내에 완주해야 했다. 포함된 규칙에는 모든 교통 규칙을 준수할 것, 다른 차량, 장애물, 그리고 합류하는 차량들 속에서도 안전하게 운전할 것이 있었다. 2백만 불 수상팀은 타르탄 경주팀(Tartan Racing)으로 카네기 멜론대와 제네럴 모터스의 합작 팀이었다. 차량은 보스(Boss)로, 셰비 타호(Chevy Tahoe) 개조품이었다. 백만 불 수상의 2등팀은 스탠포드 경주팀으로 차량 주니어로 참가했는데 2006년 폭스바겐 파사트 개조 차량이었다. 3위 팀은 버지니아 공대 소속 빅터 탱고 (Victor Tango) 팀으로, 50만 불을 2005년 포드 이스케이프 하이브리드를 개조한 오딘으로 수상하였다. MIT가 4등이었고, 코넬대(Cornell University), 펜실베이니아대(University of Pennsylvania), 리하이대(Lehigh University)도 완주했다.
버지니아 공대 팀의 로봇은 32번을 달았다. 2007/4/16일 교정 참사로 숨진 32명을 기리기 위해서였다. 2004년과 2005년 경주가 물리적으로 더 부담스러웠지만, 각 로봇 차량들은 모두 독립적으로 운행하였으며 다른 차량을 마주쳤을 때는 추월할 경우 뿐이었다. 어번 챌린지는 개발자들이 차량을 설계할 때 모든 교통 규칙을 지키면서 동시에 다른 차량을 검출하여 회피하도록 요구하였다. 이는 특히 차량 소프트웨어의 난관으로, 차량이 지능적인 판단을 실시간으로 다른 차량의 움직임을 바탕으로 하여 내려야만 하기 때문이다. 이전의 차량 자동화 노력의 초점이 구조화된 상황, 즉 고속도로 주행 중 차량 간 상호작용이 적은 경우에 맞추어진 반면, 이 경주는 임의의 시가지 환경에서 열렸고, 차량들이 서로 복잡한 상호작용할 것을 요구하였다.(예를 들어, 4방향 일단 정지 교차로)

## 기술
2007 어번 챌린지 팀은 다양한 소프트웨어와 하드웨어 조합으로 센서 데이터를 해석하고, 계획을 세우고, 실행하였다. 예를 들자면:
- 코넬대 코드는 C++와 C#으로 작성되었고 17대의 듀얼 코어 서버에서 실행되었다. 계획은 베이지안 수학(조건부 확률론)을 이용하였다.
- 인사이트 경주팀은 맥 미니3에 리눅스를 탑재하여 사용했는데, 그 까닭은 직류 전원과 비교적 적은 전력으로 작동하였고, 발열량도 적었기 때문이다.
- 캐이스 팀은 맥 미니에 윈도를 탑재하여 사용하였다.
- LUX 팀은 윈도우 XP의 임베디드(Embedded) 버전을 사용하였다.
- 제퍼슨 팀의 소프트웨어는 페론 로보틱스(Perrone Robotics)의 맥스(Max) 로봇공학 플랫폼을, 선 마이크로 시스템즈 자바 RTS를 솔라리스 위에서, 자바 SE를 리눅스 위에서 자바 ME를 마이크로컨트롤러와 선스팟 위에서 실행시켰다.
- 스팅 경주팀의 소프트웨어는 자바로 작성되어 리눅스에서 실행되었다.
- 빅터 탱고의 소프트웨어는 랩뷰로 작성되었고 윈도와 리눅스 서버에 분산 실행되었다.
- 개이터 내이션 팀의 구조는 C, C++, C#을 다양한 윈도와 페도라 시스템 사이에 JAUS 통신 규약으로 묶은 것이었다.
- MIT의 소프트웨어는 C로 작성되었고, 40개의 코어를 가진 리눅스 클러스터에서 실행되었다.
- 오스틴 로봇 테크놀러지 사의 소프트웨어는 UT 오스틴 학부생들이 작성 및 개발하였다. 코드는 C++였는데 플레이어 프로젝트를 기반으로 사용하였다.
- 우승 팀인 타르탄 경주팀은 계층적 제어 시스템을 채용하였는데 임무 계획, 이동 계획, 행동 생성, 인지, 세계 모델링, 메카트로닉스로 이루어졌다.

## 같이 보기
- DARPA